# Plainville (Eure)
 Plainville  es una comuna y población de Francia, en la región de Alta Normandía, departamento de Eure, en el distrito de Bernay y cantón de Bernay Oeste.
Su población en el censo de 1999 era de 205 habitantes.
Está integrada en la Communauté de communes de Bernay et ses environs .

## Demografía
| 140 | 146 | 129 | 166 | 171 | 205 |
| Para los censos de 1962 a 1999 la población legal corresponde a la población sin duplicidades (Fuente: INSEE [Consultar]) |     |     |     |     |     |